# Pinkpop 2003
Pinkpop 2003 vond plaats op 7, 8 en 9 juni 2003. Het was de 34e editie van het Nederlands muziekfestival Pinkpop en de zestiende in Landgraaf. Er waren ongeveer 47.530 bezoekers. De presentatie was in handen van Howard Komproe, Giel Beelen en Claudia de Breij.

## Optredens

### zaterdag
- 3FM-tent: Liftid, Tom McRae, Skin
- noordpodium: Junior Senior, Deftones, Placebo, Moby

### zondag
- 3FM-tent: Silkstone, Ozark Henry, The eighties matchbox B-line disaster, Zuco 103
- noordpodium: Peter Pan Speedrock, Flogging Molly, Lifehouse, The Dandy Warhols, Counting Crows
- zuidpodium: Anouk, Massive Attack

### maandag
- 3FM-tent: Relax, Danko Jones, Röyksopp, Moloko, Saybia
- noordpodium: Solomon Burke, Ilse DeLange, Zwan, Audioslave, Junkie XL & Guests
- zuidpodium: Beef, The Cardigans, Krezip, Queens of the Stone Age, Evanescence, Manu Chao